# Ophiactis profundi
Ophiactis profundi är en ormstjärneart som beskrevs av Christian Frederik Lütken och Ole Theodor Jensen Mortensen 1899. Ophiactis profundi ingår i släktet Ophiactis och familjen bandormstjärnor. Inga underarter finns listade i Catalogue of Life.